# RH-32
RH-32は、アメリカ空軍Rome研究所によって弾道ミサイル防衛機構のために開発され、ハネウェル社(後にTRW)で航空宇宙用に量産された放射線耐性を備えた32ビットマイクロプロセッサチップセット。処理速度は20 MIPSである。CPU、FPUとキャッシュメモリの3個のチップセットで構成される。